# Unserer Lieben Frau (Antenring)

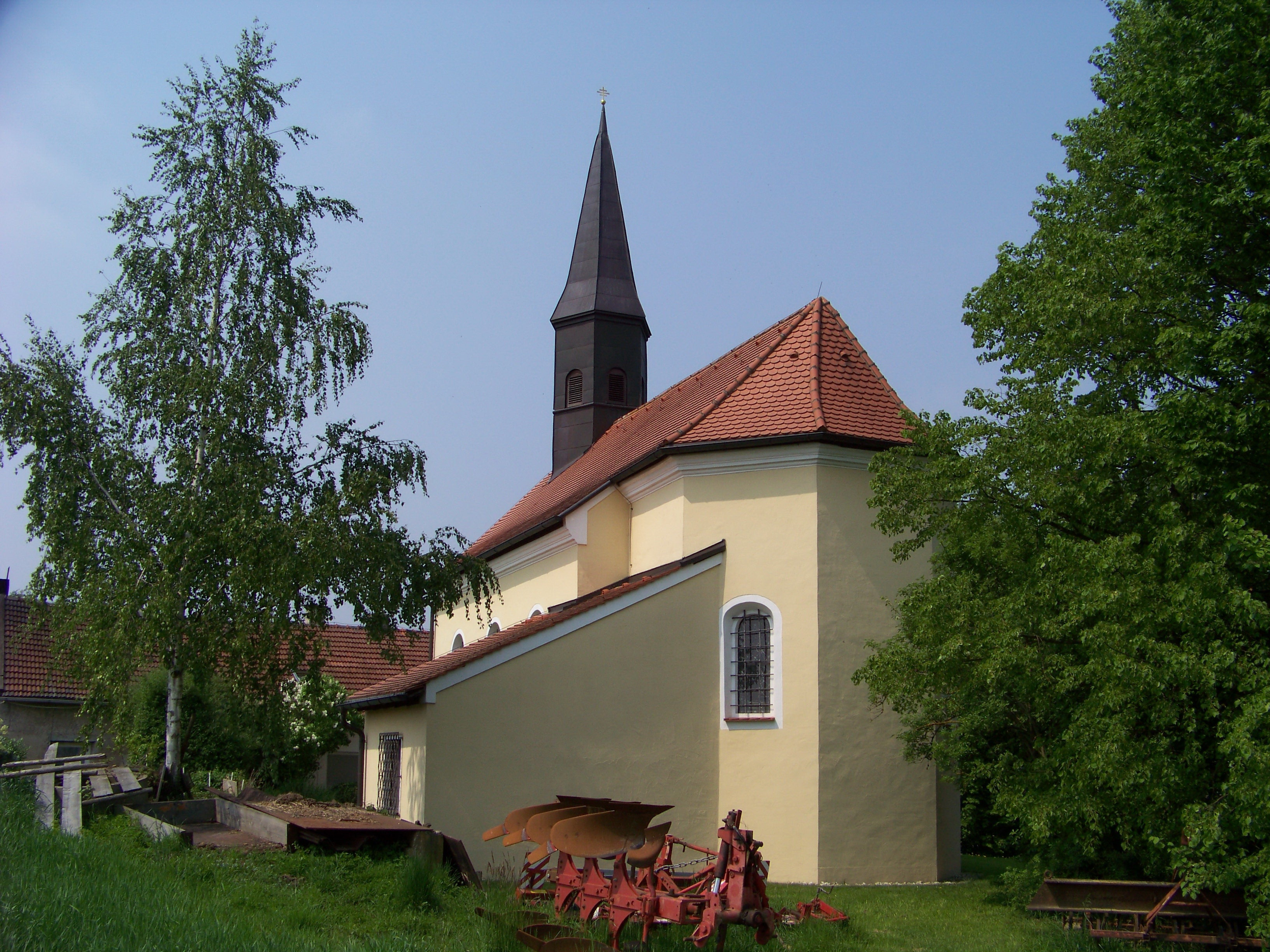
Unserer Lieben Frau in Antenring

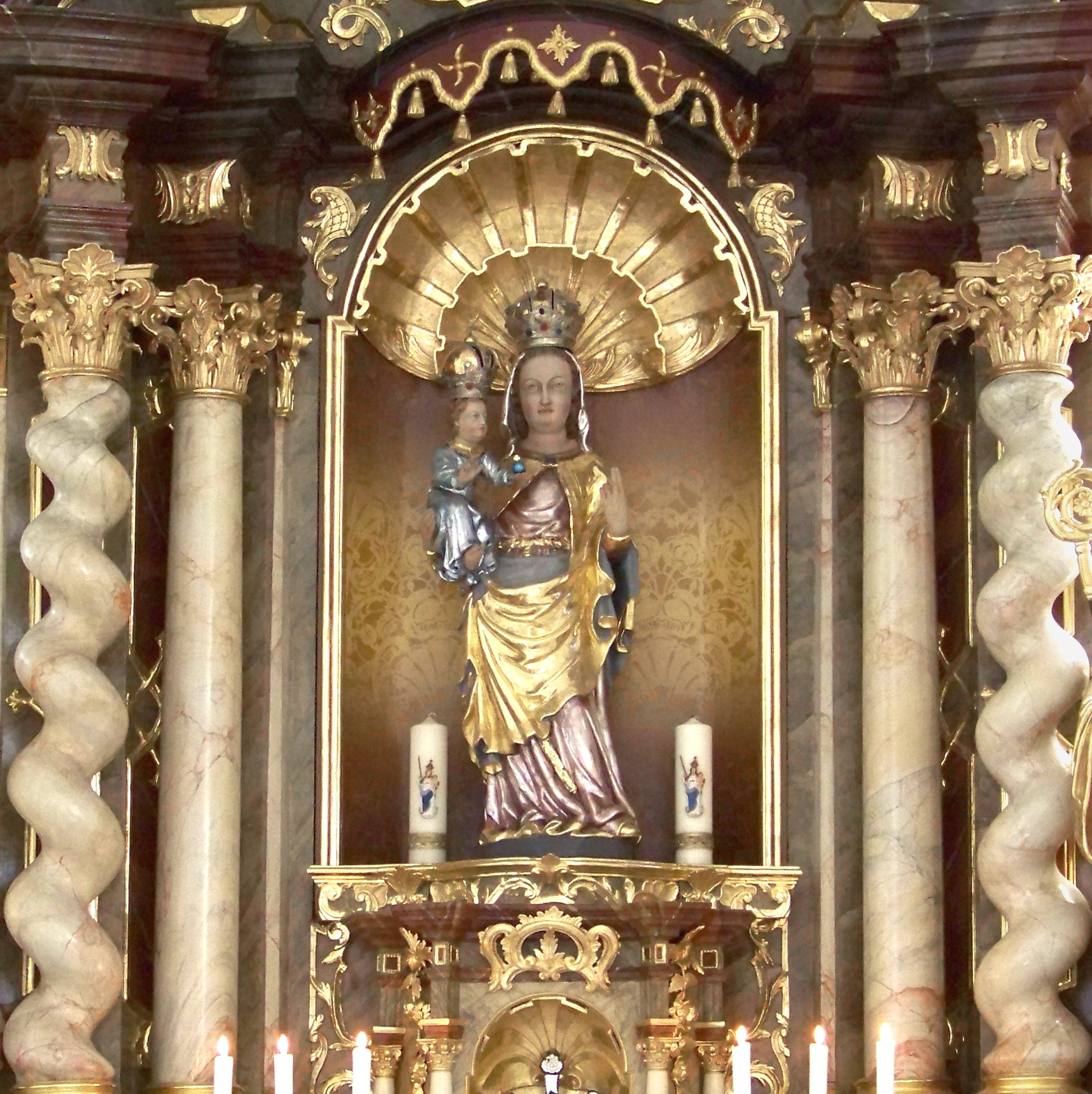
Maria mit Jesuskind

Die römisch-katholische Filialkirche Unserer Lieben Frau steht in Antenring, einem Stadtteil von Geiselhöring im niederbayerischen Landkreis Straubing-Bogen. Sie ist in der Liste der Baudenkmäler in Geiselhöring als Baudenkmal unter der Nr. D-2-78-123-39 eingetragen. Die Kirche gehört zum Dekanat Straubing-Bogen im Bistum Regensburg.

## Beschreibung
Die barocke Saalkirche wurde 1740 erbaut. Sie besteht aus dem Langhaus, dem eingezogenen, dreiseitig geschlossenen Chor im Osten und der Sakristei an der Südwand des Chors. Aus dem Satteldach des Langhauses erhebt sich im Westen ein sechseckiger Dachreiter mit spitzem Helm. Das Langhaus ist mit einer Flachdecke überspannt, der Chor mit einem Stichkappengewölbe. 
Im Retabel des Rokoko-Hochaltars steht in einer Rundbogennische zwischen glatten und gewendelten Säulen unter einem Baldachin eine farbig gefasste Marienfigur mit Jesuskind, ähnlich gestaltet wie das Gnadenbild von Sossau. Sie wurde um 1600 geschaffen und dürfte vom Stil her noch der Spätgotik zuzuordnen sein. Die barocken Kronen wurden Mutter und Kind in neuerer Zeit aufgesetzt. Das Brokatgewand, mit dem die Statue in Sossau umkleidet ist, gibt es hier nicht.

## Orgel

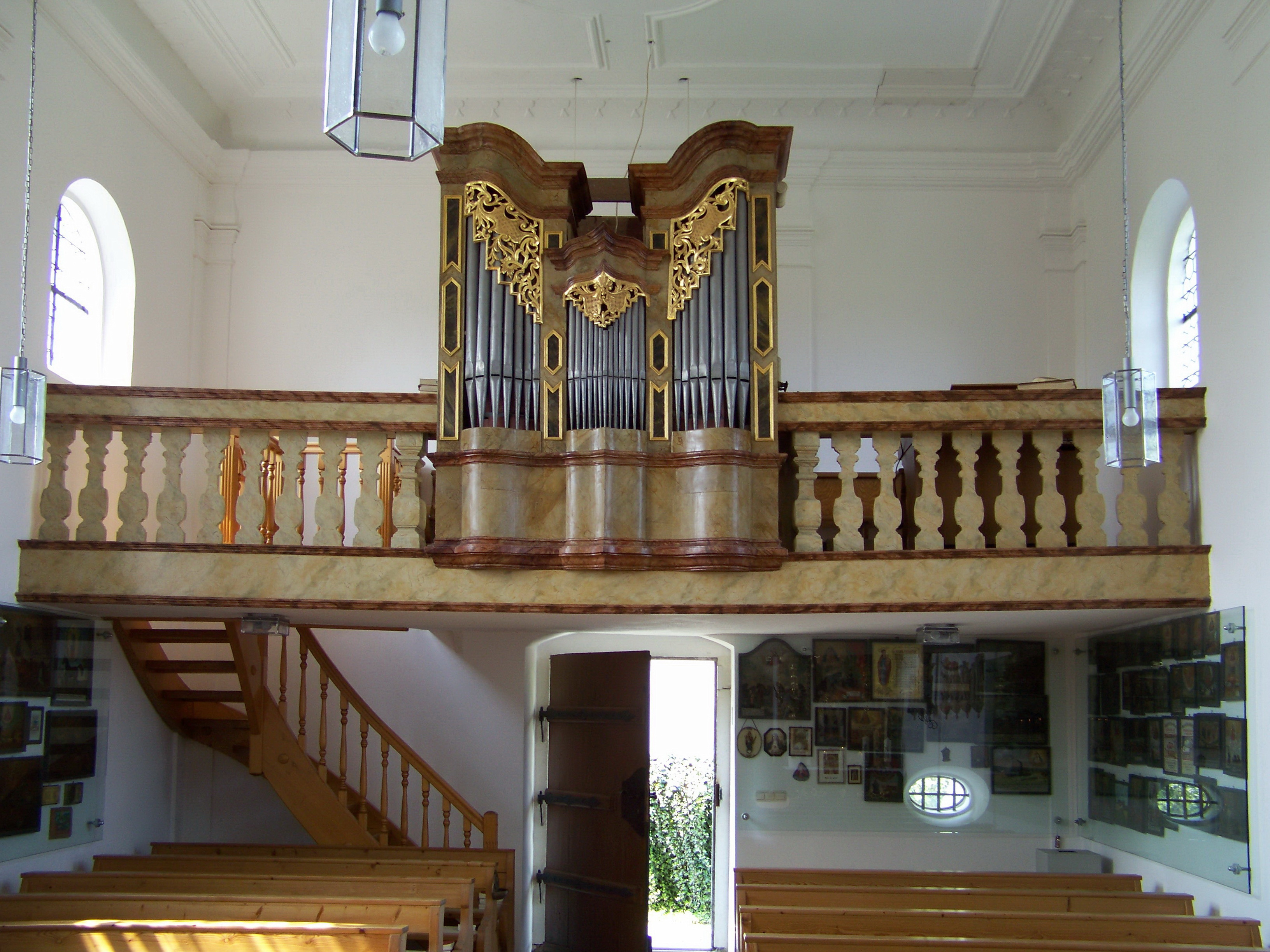
Orgel

Die Orgel auf der Empore, ein Brüstungswerk mit Rokokoprospekt, hat fünf Register auf einem Manual und Pedal. Sie wurde um 1765 von Johann Peter Plersch erbaut. Die Disposition lautet:
| Manual C,D,E,F,G,A–c3 |    |
| Copel                 | 8′ |
| Salicet               | 8′ |
| Flöte                 | 4′ |
| Principal             | 2′ |
| Mixtur III            |    |

| Pedal     |
| angehängt |